# Nelipăuți, Chelmenți
Nelipăuți (în ucraineană Нелипівці, transliterat: Nelîpivți) este un sat reședință de comună în raionul Chelmenți din regiunea Cernăuți (Ucraina). Are 2,171 locuitori, preponderent ucraineni.
Satul este situat la o altitudine de 250 metri, în partea de sud-est a raionului Chelmenți. De această comună depinde administrativ satul Brăileni.

## Istorie
Cercetările arheologice au relevat faptul că zona satului a fost populată încă din cele mai vechi timpuri. Conform legendei, satul a fost înființat într-un loc unde se aflau surse locale de hidrogen sulfurat. 
Localitatea Nelipăuți a făcut parte încă de la înființare din Ținutul Hotinului a regiunii istorice Basarabia a Principatului Moldovei, numindu-se inițial Nilipăuții-Cosăuți. Prima atestare documentară a satului provine din anul 1552, când domnitorul moldovean Ștefan Rareș a confirmat boierului Cozma Paiu dreptul de stăpânire a jumătate din satul Nelipăuți și din alte sate:
„Copie de pe tălmăcirea ispisocului sârbesc de la Ștefan voievod din leat 7060 <1552> aprilie 30.

Facem știre tuturor cui să cadă a ști pentru adevărată sluga noastră Cozma Ghenghe chelar care slujind mai înainte moșilor noștri și răposatului întru fericire părintelui domniei mele Petru voievod cu dreptate și cu credință cum și astăzi slujește nouă cu dreaptă credință. Pentru aceea, noi, văzând a lui dreaptă și credincioasă slujbă către noi, l-am miluit pre dânsul cu osebită a noastră milă, am dat și am întărit lui de la noi întru al nostru pământ al Moldovei pe a lui drepte ocine și dresă de danie ce au avut el de la părintele domniei mele, Petru voievod, giumătate de sat în ținutul Hotinului, anume Nelipăuți, giumătate de către Hotin, care ace giumătate a satului, ce este peste Prut, în ținutul Hotinului, anume Nelipăuți, giumătate de către Hotin, au fost luat-o Șarpe postelnic cu vicleșug când au fugit din pământul nostru, și alt sat la ținutul Sorocăi, anume Pribăteag, pe Răut, pe amândouă părțile Răutului, și cu moară, care acel sat i-au fost lui danie de la părintele domniei mele Petru voievod, când au fost el chelariu.
 
Și iarăși l-am miluit pre dânsul din osăbită mila noastră i-am dat credincios boierului nostru dumisale Cozmii Ghenghe pârcălab de la noi întru al nostru pământ al Moldovei pentru a lui dreaptă și credincioasă slujbă cu două locuri din pustie - un loc pe Ciuhur la Fântâna Paricova, pe la amândouă părțile Ciuhurului, alt loc anume Rujinții, iarăși pe Ciuhur, pe de amândouă părțile Ciuhurului, ca să-și facă lui două sate.
...

Și pentru mai mare tărie se întăritură a celor de mai sus scrisă, am poruncit credincios boierului nostru dumisale Lucoci logofăt să scrie și a noastră pecete către această carte a noastră să o legi.”
În anul 1806 se transformă în biserică o geamie de lemn aflată în localitate .
Prin Tratatul de pace de la București, semnat pe 16/28 mai 1812, între Imperiul Rus și Imperiul Otoman, la încheierea războiului ruso-turc din 1806 – 1812, Rusia a ocupat teritoriul de est al Moldovei dintre Prut și Nistru, pe care l-a alăturat Ținutului Hotin și Basarabiei/Bugeacului luate de la Turci, denumind ansamblul Basarabia (în 1813) și transformându-l într-o gubernie împărțită în zece ținuturi (Hotin, Soroca, Bălți, Orhei, Lăpușna, Tighina, Cahul, Bolgrad, Chilia și Cetatea Albă, capitala guberniei fiind stabilită la Chișinău). 
La începutul secolului al XIX-lea, conform recensământului efectuat de către autoritățile țariste în anul 1817, satul Nelipăuți făcea parte din Ocolul Mijlocului a Ținutului Hotin . 
După Unirea Basarabiei cu România la 27 martie 1918, satul Nelipăuți a făcut parte din componența României, în Plasa Chelmenți a județului Hotin. Pe atunci, majoritatea populației era formată din ruși. 
Ca urmare a Pactului Ribbentrop-Molotov (1939), Basarabia, Bucovina de Nord și Ținutul Herța au fost anexate de către URSS la 28 iunie 1940. După ce Basarabia a fost ocupată de sovietici, Stalin a dezmembrat-o în trei părți. Astfel, la 2 august 1940, a fost înființată RSS Moldovenească, iar părțile de sud (județele românești Cetatea Albă și Ismail) și de nord (județul Hotin) ale Basarabiei, precum și nordul Bucovinei și Ținutul Herța au fost alipite RSS Ucrainene. La 7 august 1940, a fost creată regiunea Cernăuți, prin alipirea părții de nord a Bucovinei cu Ținutul Herța și cu cea mai mare parte a județului Hotin din Basarabia .
În perioada 1941-1944, toate teritoriile anexate anterior de URSS au reintrat în componența României. Apoi, cele trei teritorii au fost reocupate de către URSS în anul 1944 și integrate în componența RSS Ucrainene, conform organizării teritoriale făcute de Stalin după anexarea din 1940, când Basarabia a fost ruptă în trei părți. 
În anul 1953 s-a început construirea în sat a unei fabrici de zahăr, care a fost pusă în funcțiune în 1959. 
Începând din anul 1991, satul Nelipăuți face parte din raionul Chelmenți al regiunii Cernăuți din cadrul Ucrainei independente. Conform recensământului din 1989, numărul locuitorilor care s-au declarat români plus moldoveni era de 50 (2+48), reprezentând 2,31% din populație . În prezent, satul are 2.171 locuitori, preponderent ucraineni.

## Demografie
Componența lingvistică a localității Nelipăuți
     Ucraineană (96,32%)
     Rusă (2,4%)
     Română (1,15%)
     Alte limbi (0,09%)
Conform recensământului din 2001, majoritatea populației localității Nelipăuți era vorbitoare de ucraineană (96,32%), existând în minoritate și vorbitori de rusă (2,4%) și română (1,15%).
1930: 1.188 (recensământ)
1989: 2.164 (recensământ)
2007: 2.171 (estimare)

## Obiective turistice
- Biserica de lemn cu hramul "Înălțarea Sfintei Cruci"  - transformată în biserică în 1806 dintr-o geamie
- Muzeul satului - înființat în anul 1991
- Muzeul militar